# Pride & Joy (Marvel Comics)
"Pride & Joy" (em português, "Orgulho & Alegria") é um arco de história em seis partes da série de revistas em quadrinhos americana Fugitivos (Vol. 1), publicada em edições de um a seis em 2003 pela linha editorial da Marvel Comics, Tsunami, que foi criada para atrair jovens leitores. Foi escrita por Brian K. Vaughan e ilustrada por Adrian Alphona. Enquanto inicialmente se pretendia que fosse uma minissérie em seis partes, a popularidade de "Pride & Joy" e novas ideias do escritor Vaughan permitiram que Fugitivos crescesse em um título mensal regular da Marvel. "Pride & Joy" ganhou vários prêmios de quadrinhos, incluindo o Harvey Award de 2006 para Melhor Série Contínua ou Limitada.

Os filhos observando a reunião secreta de seus pais.

Embora o selo Tsunami não tenha sido bem sucedido, "Pride & Joy" (e a série Fugitivos que continuou ela) foi uma das pouquíssimas séries da Tsunami a se sair bem em vendas e continuar sendo publicada. O arco de história tem sido aclamado pela crítica por sua história simples ambientada no complexo Universo Marvel. Vaughan é conhecido por evitar os clichês do gênero de super-herói, localizando o grupo em Los Angeles, em vez de Nova York, onde a maioria dos títulos de super-heróis da Marvel Comics estão situados. A fim de criar um ambiente e tom cotidiano, Vaughan incluiu várias referências à cultura popular atual, incluindo séries de televisão, filmes, eventos e celebridades.
O principal objetivo do arco de história foi apresentar os personagens principais, seis crianças que descobrem que seus pais são maus depois de vê-los assassinando uma garota em uma cerimônia de sacrifício. Centra-se nas relações das crianças com os pais, à medida que as crianças descobrem que elas próprias herdaram os poderes dos pais. Uma vez que o Orgulho percebe que seus filhos desapareceram, eles começam a usar sua considerável influência para encontrar seus filhos e filhas. "Pride & Joy" define o conceito principal da série, que envolve filhos versus seus pais.

## Produção

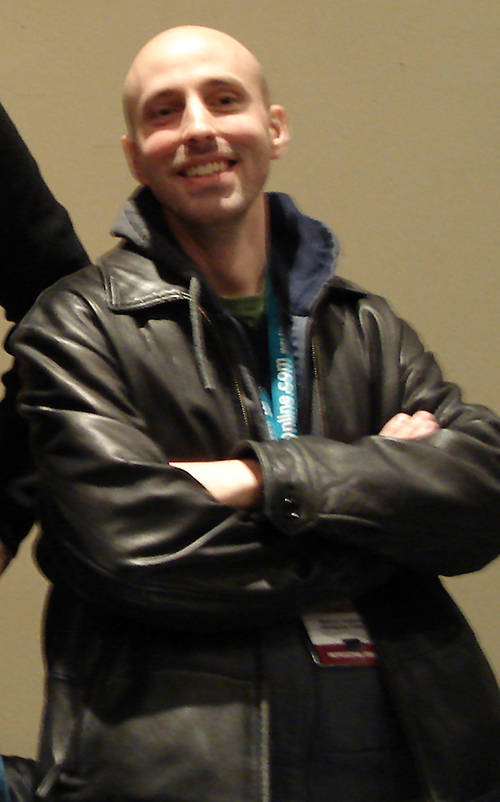
O escritor Brian K. Vaughan, criador de Fugitivos.

A história "Pride & Joy" foi lançada em 2003 como parte do selo Tsunami da Marvel, cujo objetivo era atrair novos leitores, especialmente jovens leitores e o público de mangás. A equipe editorial da Marvel concordou para isso imediatamente, levando a Wizard Magazine a nomear a série como "um dos melhores conceitos originais da Marvel em trinta anos". A linha editorial não teve sucesso, e "Pride & Joy" (e a série Fugitivos que continuou ela) foi uma das poucas séries daquele selo a continuar sendo publicada e a se sair bem em vendas. O escritor Brian K. Vaughan afirmou que ele tinha planejado apenas criar "Pride & Joy" para ser publicada por seis meses (seis edições), mas por causa da popularidade da série e novas ideias de Vaughan, a Marvel decidiu continuar ela mensalmente.
Vários personagens passaram por mudanças subsequentes também. No passo original de Brian K. Vaughan para a série, Karolina Dean foi originalmente chamada de Leslie, um nome que eventualmente seria dado à mãe da personagem. Os pais dela seriam originalmente agentes imobiliários, ao invés de atores famosos. Molly Hayes foi um dos poucos Fugitivos a permanecer com o nome que tinha na proposta original de Brian K. Vaughan; ela é nomeada em homenagem a irmã mais nova de Vaughan, Molly Hayes Vaughan, e teria treze anos em vez de onze. No entanto, na ideia original da série, os pais de Molly eram atores de Hollywood; isso acabaria se tornando a história de disfarce dos pais de Karolina. Além disso, o relacionamento como irmãos de Molly com Chase Stein seria originalmente com Gertrude Yorkes. Nico Minoru foi chamada de Rachel Messina. Os pais dela ainda eram mágicos, mas posavam como antiquários ricos; esta história de disfarce foi usada para os pais de Gert. A fonte de poder de Nico não era originalmente o cajado de sua mãe, mas o livro de feitiços de Robert Minoru. Chase foi originalmente chamado de John, e Gert foi chamada Gertie. Originalmente, Gert foi concebida para dar a Molly o apelido de "Bruiser". Catherine Wilder foi originalmente desenhada para se parecer com a cantora e compositora Sade.

## História

### Enredo

Os membros do Orgulho em Fugitivos #7, a primeira edição da série após o fim do arco "Pride & Joy".

Na primeira edição de "Pride & Joy", um grupo de jovens se unem para lutar contra seus pais, que eles então descobrem que são conhecidos como "O Orgulho", um bando de vilões. No final da edição, os jovens testemunham o assassinato de uma menina nas mãos de seus pais. No meio da noite, eles fogem de casa e tentam levar seus pais à justiça. No processo, os jovens percebem que estão todos herdando habilidades especiais: Nico Minoru descobre que ela é uma bruxa; Karolina Dean descobre que ela é uma alienígena; Chase Stein rouba as manoplas futuristas de seu pai, "as Fistigonas"; Gertrude Yorkes descobre que ela tem uma ligação telepática com um dinossauro escondido por seus pais que viajam no tempo; Molly Hayes descobre que ela é uma mutante com super força; e Alex Wilder, apesar de não ter poderes sobrenaturais, possui um pródigo intelecto e rouba o texto místico que contém os segredos do Orgulho. Usando o livro que contém os segredos do Orgulho, os jovens concordam entre si em compensar os pecados de seus pais combatendo o crime.
Uma vez que o Orgulho percebe que seus filhos desapareceram, eles começam a usar sua influência considerável para localizar seus filhos e filhas. "Pride & Joy" define Fugitivos no conceito principal da série, que envolve filhos versus seus pais.

## Recepção

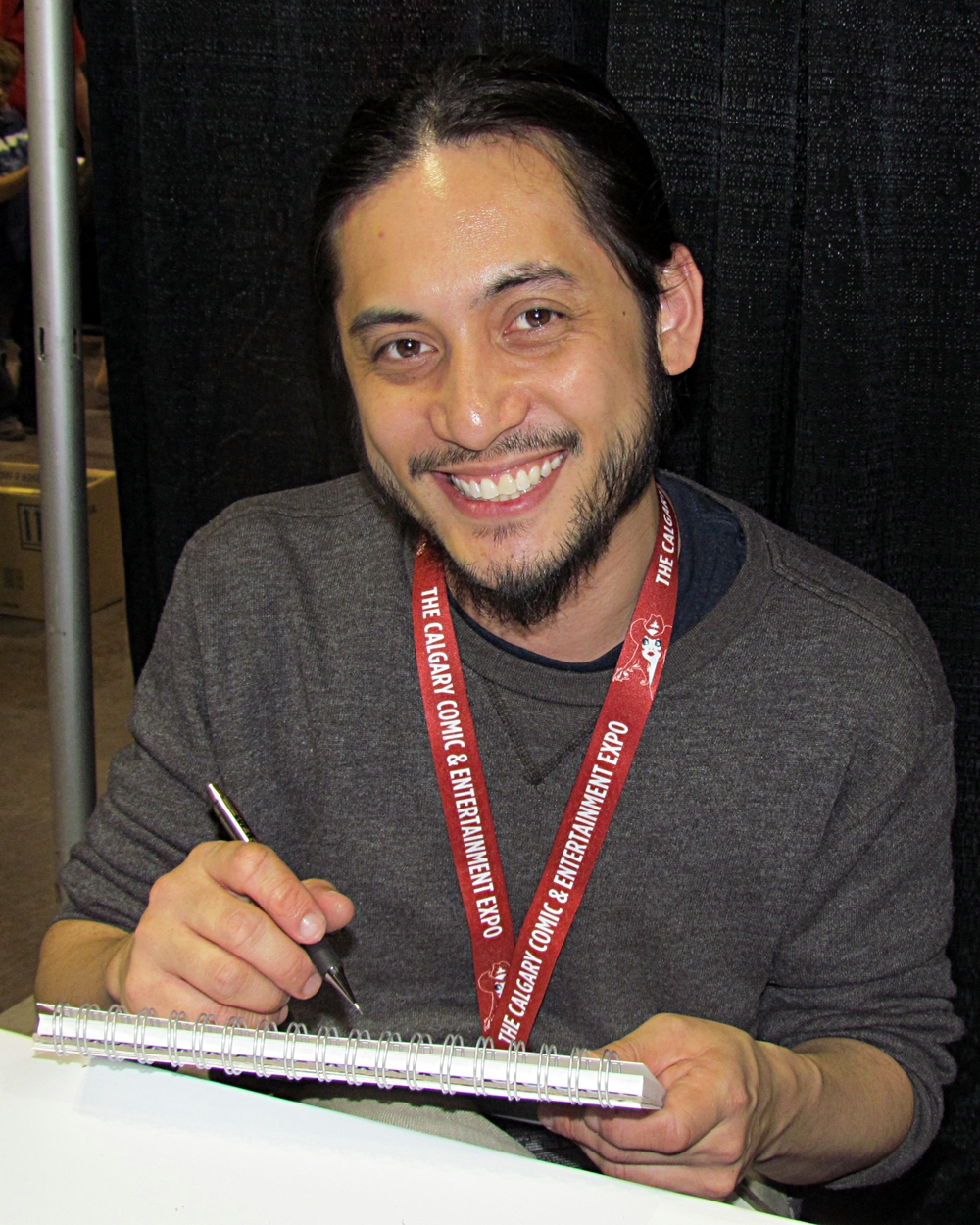
O desenhista Adrian Alphona.

### Cenário
Quando Vaughan apresentou pela primeira vez "Pride & Joy" para a Marvel, eles imediatamente aceitaram e colocaram Fugitivos no cânone principal do Universo Marvel. No entanto, ao contrário da maioria das séries (que são frequentemente situadas em Nova York), Fugitivos é situada em Los Angeles, uma área inexplorada do Universo Marvel. Isso, por sua vez, marcou um significado para o arco de história na época; sendo uma nova série da Marvel, "Pride & Joy" deveria acontecer em Nova York. O escritor de quadrinhos Matt Fraction comentou, "Foi ótimo ver em Fugitivos que a Califórnia era uma lousa em branco. Foi revigorante ver Brian criar esse tipo de pano." A decisão de Vaughan levou a Fraction a criar uma nova série em Los Angeles também. Vários pontos de referência notáveis nessa história incluem Malibu, o Observatório Griffith, o memorial James Dean e o Desfiladeiro Bronson no Griffith Park. Em uma entrevista ao Comic Book Resources, Brian K. Vaughan citou: "Eu imagino que os Angelinos no Universo Marvel pensem em super-heróis e vilões como os nova-iorquinos pensam em celebridades de Hollywood. Nós os vemos na TV todos os dias, então sabemos que eles existem, mas eles ainda parecem distantes e irreais."